# Vitalina Bacaraškina
Vitalina Igorevna Bacaraškina (in russo Виталина Игоревна Бацарашкина?; traslitterazione anglosassone Vitalina Igorevna Batsarashkina; Omsk, 1º ottobre 1996) è una tiratrice a segno russa, vincitrice di una medaglia d'argento ai Giochi olimpici di Rio de Janeiro 2016 e due medaglie d'oro ai Giochi olimpici di Tokyo 2020.

## Carriera
Ai Giochi della XXXI Olimpiade partecipò a entrambe le gare della pistola (10 metri e 25 metri); nei 10 metri, dopo aver ottenuto il miglior punteggio nelle qualificazioni, vinse la medaglia d'argento con un punteggio nella finale di 197.1 punti, alle spalle della cinese Zhang Mengxue.
Nella gara dei 25 metri invece si classificò al tredicesimo posto, non qualificandosi per la semifinale.
Nei Giochi della XXXII Olimpiade di Tokyo, Bacaraškina partecipa alle due gare di pistola (10 metri e 25 metri); in entrambe le specialità, la russa si aggiudica la medaglia d'oro, siglando il record olimpico i entrambe le gare (240,3 punti nei 10 metri e 38 punti nei 25 metri).

## Palmarès
- Giochi olimpici

Rio de Janeiro 2016: argento nella pistola 10 metri.
Tokyo 2020: oro nella pistola 10 metri e nella pistola 25 metri, argento nella pistola 10 metri a squadre miste.
- Campionati europei

2015 - Arnhem: oro nella pistola a squadre.
2017 - Maribor: argento nella gara mista di pistola a squadre e bronzo nella gara femminile di pistola a squadre.